# FIFA Manager 14
FIFA Manager 14 je dalším pokračováním populární série počítačových her vytvořených firmou Electronic Arts resp. její divizí EA sports. FIFA Manager 14 je simulace fotbalového manažera a patří do kategorie sportovních simulací. V České republice vyjde na podzim roku 2013.